# دارآباد
دارآباد، یکی از محله‌های شمال شهر تهران است. دارآباد از سوی شمال به ارتفاعات توچال، از جنوب به محله‌های آجودانیه و اقدسیه، از سوی شرق به رودخانه دارآباد و محله شهرک نفت (تهران) و از غرب به بازوی توچال و محله نیاوران می‌رسد. در زمان قاجار آغا محمد خان طایفه لطفعلی خان زند را به باقلا زار تبعید و در حبس نگه داشته بود.
دارآباد از قدیمی‌ترین مناطق شهر تهران است که بنا بر بعضی مستندات، قدمتش به ۳۵۰ سال می‌رسد. این محله در ابتدا به واسطه رونق کشاورزی و دامپروری در منطقه کهنه دارآباد حوالی باقلازار شکل گرفت. کهنه دارآباد یا همان باقلازار در شرق محله فعلی دارآباد قرار داشت و از آنجایی که اهالی آن بیشتر به کشت باقلا (باقالی) مشغول بودند، به باقلازار مشهور شد.

## پیشینه
مردم قدیم دارآباد پیشتر در جایی دیگر در جنوب ازگل و شرق سوهانک سکونت داشتند و نام آن محل کهنه دارآباد می‌باشد، ولی در پی خشکسالی آن زمین‌ها را واگذاشتند و به جای کنونی دارآباد کوچیدند.
نام دارآباد پس از ساختن کاخی در زمان مظفّرالدین‌شاه قاجار در این محله، به شاه‌آباد تغییر نام داده شد ولی بعدها دوباره نام پیشین به آن بازگردانده شد. هنوز کاریز (قنات) این محل به نام شاه‌آباد معروف است. گفته می‌شود پزشکان فرانسوی به خاطر بیماری آسم مظفرالدین‌شاه قاجار دارآباد را برای درمان بیماری به واسطهٔ آب و هوای خوب آن مناسب دانستند. در ساختمان و زمین‌های کاخ، در زمان رضاشاه در سال ۱۳۱۲ هجری خورشیدی بیمارستان مسلولین ساخته شد. از دیگر عمارت‌های قاجاری که نزدیک به کاخ شاهی ساخته شده‌است عمارت فخرالدوله می‌باشد.
بر پایه سرشماری سال ۱۳۳۵ هجری خورشیدی محله دارآباد حدود ۱۰۰ نفر جمعیّت داشت که جمعیت آن در سال ۱۳۷۱ شمسی سه هزار تن برآورد شده‌است. رشد جمعیّت در سال ۱۳۷۱ بیشتر بخاطر مهاجرت غیربومیان از خلخال و اردبیل و ملایر و جوشقان) به دارآباد بوده‌است.

## جغرافیا
در جنوب شرقی دارآباد تپه‌ای باستانی به نام سیمین قلعه قرار دارد که در آن کاوش‌های باستان‌شناختی نیز انجام گرفته‌است.
دارآباد دو قنات داشت که یکی از آن‌ها را به اقدسیه اختصاص داده‌اند و آب قنات دیگر به نام «سید آبگوشتی» که در شرق روستاست به تهران می‌رود.
کوه‌های دارآباد که دو سوی این دهکده را دربر گرفته‌اند رشته اصلی توچال است که از دامنه شرقی آن تا قوچک ادامه دارد. مَرغزارها یا مراتع شمالی آن از توچال به این شرح است:
شهربانوکشک - کمردگور - تخت شاه - الش‌گا - چپ‌دره - کل‌نو - توپز بلند - چال مگس - بند چلچلا - فراخ‌سینه - سیردورو - درازلش - میردلو - پهنه خرگوش‌نو؛ و در بخش جنوبی:
پیازچال - دره وزوا - عرق‌چینک - خوش‌چال بالا - خوش‌چال پایین.
دارآباد دو رودخانه دارد به نام‌های «دارآباد» و «کهنه دارآباد» که در جایی به نام «سیر دورود پایین» به هم می‌پیوندند و رودخانه دارآباد را تشکیل می‌دهند. میدان دارآباد تهران در ارتفاع ۱۷۰۰ متری از سطح دریا قرار دارد. موزه تاریخ طبیعی دارآباد که از موزه‌های خوب ایران است نیز در دارآباد واقع شده‌است.

## خطوط حمل و نقل عمومی
این محله فاقد خط مترو می‌باشد. تنها خط اتوبوسرانی که به‌صورت عبوری از این محل عبور می‌نماید:
- خط ۲۹۸ شهرک قائم به پایانه تجریش در مسیر خیابان‌های شهرک قائم، بلوار ارتش، بلوار اوشان، دارآباد، خیابان پور ابتهاج (دارآباد)، خیابان باهنر (نیاوران)، میدان قدس، خیابان شهرداری و میدان تجریش[۳]